# Phylloxiphia goodii
Phylloxiphia goodii is een vlinder uit de familie van de pijlstaarten (Sphingidae). De wetenschappelijke naam van de soort werd in 1889 als Polyptychus goodii gepubliceerd door William Jacob Holland.